# Dollface
Dollface é uma série de televisão via streaming de comédia americana criada por Jordan Weiss que estreou em 15 de novembro de 2019, no Hulu. É estrelada por Kat Dennings, Brenda Song, Shay Mitchell e Esther Povitsky. Em janeiro de 2020, o Hulu renovou a série para uma segunda temporada.

## Premissa
A série segue "uma jovem que – depois de ser abandonada por seu namorado de longa data – deve lidar com sua própria imaginação a fim de reentrar literal e metaforicamente no mundo feminino e reacender as amizades femininas que deixou para trás."

## Elenco e personagens

### Principal
- Kat Dennings como Jules Wiley, uma mulher que trabalha como web designer em uma empresa de bem-estar chamada Woöm
- Brenda Song como Madison Maxwell, uma especialista em RP e a melhor amiga de Jules da faculdade com quem ela se reconectou recentemente
- Shay Mitchell como Stella Cole, a outra melhor amiga de Jules da faculdade com quem ela se reconectou recentemente
- Esther Povitsky como Izzy Levine, uma das colegas de trabalho de Jules na Woöm que se torna amiga dela

### Recorrente
- Beth Grant como Cat Lady
- Connor Hines como Jeremy, ex-namorado de Jules
- Brianne Howey como Alison B., uma das colegas de trabalho de Jules na Woöm
- Vella Lovell como Alison S., uma das colegas de trabalho de Jules na Woöm
- Malin Åkerman como Celeste, a CEO da Woöm
- Goran Visnjic como Colin, o namorado mais velho de Madison que é médico e marido de Celeste
- Jayson Blair como Liam (2ª temporada),[4] o novo interesse amoroso de Izzy
- Corinne Foxx como Ruby (2ª temporada)[5]
- Luke Cook (2ª temporada)[6]
- Chelsea Frei como Alison J. (2ª temporada)[7]
- Lilly Singh como Liv (2ª temporada)

### Convidados
- Dave Coulier como ele mesmo
- Este Haim como Lemon, amiga fotógrafa de Stella
- Shelley Hennig como Ramona, irmã de Jeremy
- Joey Lawrence como ele mesmo
- Ritesh Rajan como Thomas, um repórter de culinária e cultura
- Tia Carrere como Teresa, a mãe de Stella
- Matthew Gray Gubler como Wes, um veterinário e o potencial interesse amoroso de Jules
- Michael Angarano como Steve, um stripper
- Camilla Belle como Melyssa, acompanhante de Jeremy
- Macaulay Culkin como Dan Hackett, um homem que Stella conheceu nas férias anteriores; Madison o acusa de ser o Assassino da Tigela de Pão
- Derek Theler como Ryan, um homem com quem Jules tem um caso
- Ben Lawson como Oliver, uma fotógrafa que Stella cuida de casa para
- Margot Robbie como Imelda, uma guia espiritual
- Christina Pickles como Silvia Goldwyn, um ícone feminista
- Nikki Reed como Bronwyn, uma velha amiga de Stella

## Episódios
| N.º | Título             | Dirigido por    | Escrito por     | Lançamento             |
| --- | ------------------ | --------------- | --------------- | ---------------------- |
| 1   | "Guy's Girl"       | Matt Spicer     | Jordan Weiss    | 15 de novembro de 2019 |
| 2   | "Homebody"         | Stephanie Laing | Jordan Weiss    | 15 de novembro de 2019 |
| 3   | "Mystery Brunette" | Stephanie Laing | Sam Jarvis      | 15 de novembro de 2019 |
| 4   | "Fun Friend"       | Stephanie Laing | Grace Edwards   | 15 de novembro de 2019 |
| 5   | "Beauty Queen"     | Stephanie Laing | Harper Dill     | 15 de novembro de 2019 |
| 6   | "History Buff"     | Brennan Shroff  | Nathaniel Stein | 15 de novembro de 2019 |
| 7   | "F*** Buddy"       | Alethea Jones   | Hallie Cantor   | 15 de novembro de 2019 |
| 8   | "Mama Bear"        | Alethea Jones   | Hallie Cantor   | 15 de novembro de 2019 |
| 9   | "Feminist"         | Brennan Shroff  | Jordan Weiss    | 15 de novembro de 2019 |
| 10  | "Bridesmaid"       | Ira Ungerleider | Jordan Weiss    | 15 de novembro de 2019 |

## Produção

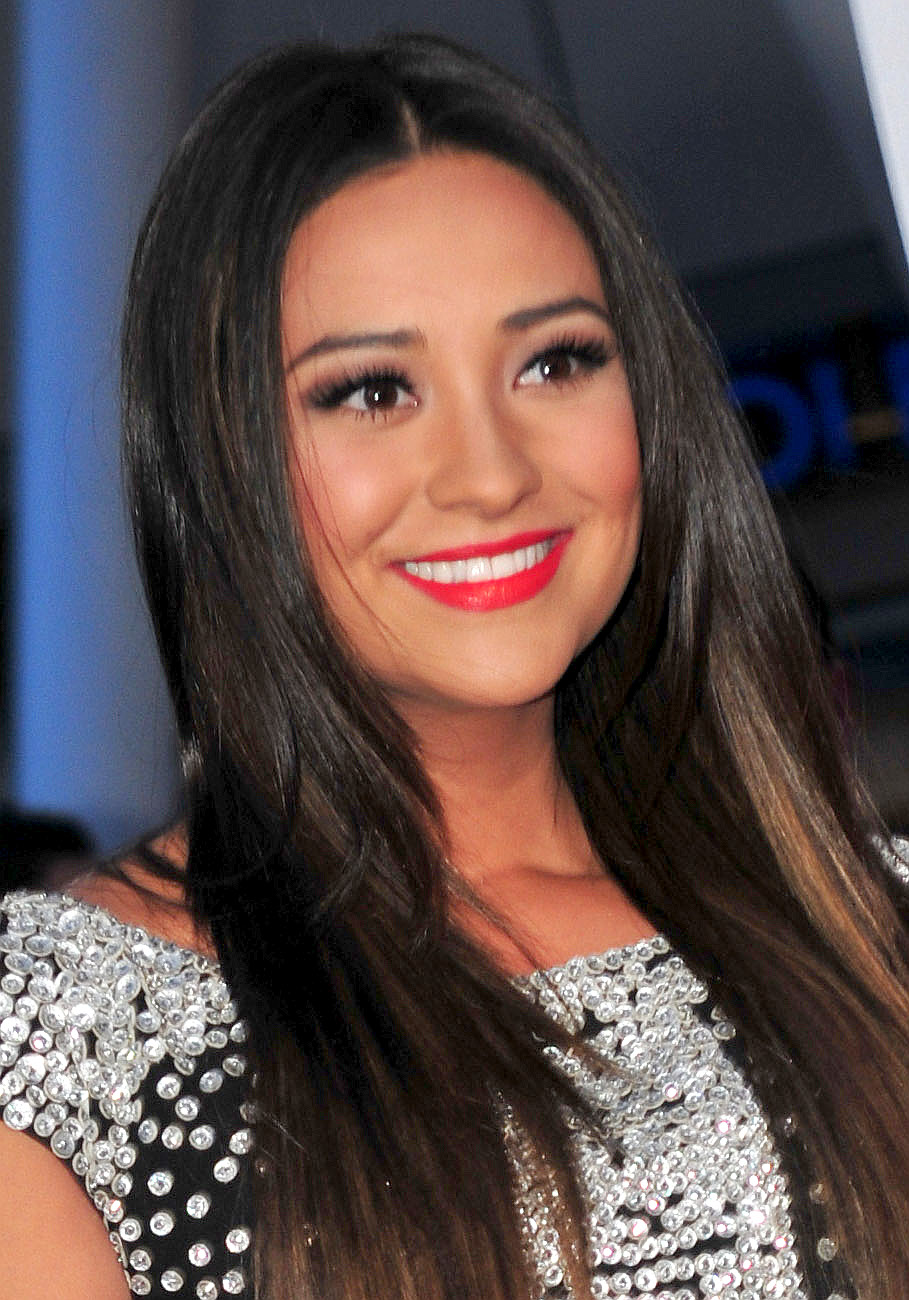
Shay Mitchell January 2012

### Desenvolvimento
Em 17 de novembro de 2017, foi anunciado que o Hulu havia feito um pedido de piloto para a produção. A série foi criada por Jordan Weiss, que também deveria escrever para a série e servir como produtor executivo ao lado de Stephanie Laing, Margot Robbie, Brett Hedblom, Bryan Unkeless, Scott Morgan, Nicole King e Kat Dennings. Além de produzir, Laing também foi escalada para dirigir o episódio piloto. As produtoras programadas para se envolverem com a série incluíam LuckyChap Entertainment e Clubhouse Pictures.
Em 2 de novembro de 2018, foi anunciado que o Hulu havia dado à produção um pedido de série para uma primeira temporada composta por dez episódios. Produtores executivos adicionais foram relatados incluinco Ira Ungerleider, Tom Ackerley e Matt Spicer. Ungerleider também foi definida para servir como showrunner da série e Spicer como o diretor do primeiro episódio, substituindo Laing que havia sido anteriormente anunciada. Esperava-se que outras produtoras envolvidas com a série incluíssem o ABC Signature Studios. A série estreou em 15 de novembro de 2019. Em 17 de janeiro de 2020, a série foi renovada para uma segunda temporada.

## Seleção de elenco
Junto com o anúncio do pedido do piloto em 2 de novembro de 2018, foi confirmado que Kat Dennings havia sido escalada para o papel principal da produção. Em 31 de janeiro de 2019, foi anunciado que Brenda Song- e Lex Scott Davis haviam se juntado ao elenco principal nos papéis principais. Em 19 de fevereiro de 2019, Esther Povitsky se juntou ao elenco da série em um papel principal. Em 10 de abril de 2019, foi anunciado que Shay Mitchell havia se juntado ao elenco da série, substituindo Davis. Em 4 de junho de 2019, foi anunciado que Goran Visnjic se juntaria ao elenco em um papel recorrente. Em julho de 2021, Jayson Blair, Corinne Foxx e Luke Cook se juntaram ao elenco em papéis recorrentes na segunda temporada. Em 17 de setembro de 2021, Chelsea Frei foi escalada em um papel recorrente para a segunda temporada.

### Filmagens
As principais fotografias da primeira temporada terminaram em 25 de junho de 2019.

## Lançamento
A série estreou em 15 de novembro de 2019, no Hulu nos Estados Unidos e no Crave no Canadá. Em territórios internacionais selecionados, a série estreou no Disney+ sob o hub de streaming dedicado Star como uma série original, em 5 de março de 2021, com novos episódios estreando semanalmente. Na América Latina, Dollface estreou como uma série original no Star+ em 31 de agosto de 2021.

## Recepção
No Rotten Tomatoes, a série tem um índice de aprovação de 56% com base em 25 avaliações, com uma classificação média de 5,77/10. O consenso crítico do site diz: "Dollface tem todas as partes certas: um elenco talentoso, uma premissa promissora e muita intriga surreal - se ao menos sua visão superficial do feminismo não os prejudicasse." No Metacritic, a série tem uma pontuação média ponderada de 54 de 100 com base em comentários de 12 críticos, indicando "críticas mistas ou médias".